# Фюнфштюк, Конрад
Конрад Фюнфштюк (нем. Konrad Fünfstück; 7 октября 1980, Байройт, ФРГ) — немецкий футбольный тренер, главный тренер.

## Биография
В качестве игрока не выступал на профессиональном уровне. Свою тренерскую карьеру начал в любительском клубе «Пёснек». Затем Фюнфштюк долгое время работал с юниорами «Гройтер Фюрт», пока он не перешел в его вторую команду. После ухода из нее наставник перешел в резерв «Кайзерслаутерна». В сентябре 2015 года Конрад Фюнфштюк возглавил его основной состав после ухода Косты Руньяича. Вначале специалист являлся исполняющим обязанности наставника «красных дьяволов», но вскоре с ним заключили полноценный контракт до конца сезона. По его ходу Фюнфштюку не удалось побороться с «Кайзерслаутерном» за выход в Бундеслигу.
В июне 2017 года немец принял швейцарский «Виль», из которого ушел в «Вердер II».
В июле 2023 года Конрад Фюнфштюк стал главным тренером сборной Лихтенштейна.